# Jerusalem Challenger 1997
Il Jerusalem Challenger 1997 è stato un torneo di tennis facente parte della categoria ATP Challenger Series nell'ambito dell'ATP Challenger Series 1997. Il torneo si è giocato a Gerusalemme in Israele dal 5 al 10 maggio 1997 su campi in cemento.

## Vincitori

### Singolare
Wayne Black ha battuto in finale  Maurice Ruah con il punteggio di 6–2, 6–1

### Doppio
Mahesh Bhupathi /  Leander Paes hanno battuto in finale  Wayne Black /  Kevin Ullyett con il punteggio di 6–7, 6–2, 7–6